# Пінжедур (Моркинський район)
Пінжеду́р (рос. Пинжедур, марій. Пӱнчыдӱр) — присілок у складі Моркинського району Марій Ел, Росія. Входить до складу Шалинського сільського поселення.

## Населення
Населення — 20 осіб (2010; 31 у 2002).
Національний склад (станом на 2002 рік):
- лучні марійці — 100 %